# Krzysztof Beśka
Krzysztof Beśka (ur. 2 kwietnia 1972 w Mrągowie) – polski poeta, prozaik, autor tekstów piosenek i słuchowisk radiowych.

## Biografia
Urodził się w Mrągowie nad jeziorem Czos. Dorastał w Iławie nad jeziorem Jeziorak. Ukończył Liceum Wojskowe w Olsztynie. Absolwent filologii polskiej w Wyższej Szkole Pedagogicznej w Olsztynie. Jako poeta debiutował w roku 1990 wierszem Październik na łamach „Dziennika Północy”, pierwsze wiersze drukował m.in. w Borussii, Portrecie, Gazecie Olsztyńskiej i Wiadomościach Kulturalnych. Autor tekstów piosenek, dramaturg, twórca słuchowisk realizowanych przez Teatr Polskiego Radia. W latach 2000–2005 członek Związku Literatów Polskich. Pierwsza powieść Krzysztofa Beśki Wrzawa ukazała się w 2004 r. Później jego dzieła zmierzają w stronę literatury sensacyjno-kryminalnej. Najpierw są to opowiadania wydane w zbiorach: Opowiadania kryminalne (2009) i Piątek, 2:45 (2010). Kolejne jego powieści to m.in. cykl kryminałów retro: Trzeci brzeg Styksu, Pozdrowienia z Londynu i Dolina popiołów.

## Twórczość

### Powieści
- Wrzawa (Warszawa, Wydawnictwo Muza 2004)[3]
- Bumerang (Warszawa, Wydawnictwo Nowy Świat 2007)[4]
- Fabryka frajerów (Warszawa, Wydawnictwo Nowy Świat 2009)[5]
- Wieczorny seans (Warszawa, Wydawnictwo MG 2012)[6]
- Trzeci brzeg Styksu (Poznań, Dom Wydawniczy Rebis 2012)[7]
- Ornat z krwi (Gdańsk, Wydawnictwo Oficynka 2013[8]; wydanie II 2020[9])
- Pozdrowienia z Londynu (Poznań, Dom Wydawniczy Rebis 2014)[10]
- Autoportret z samowarem (Warszawa, Wydawnictwo Melanż 2015)[11]
- Dolina popiołów (Poznań, Dom Wydawniczy Rebis 2015)[12]
- Krypta Hindenburga (Gdańsk, Wydawnictwo Oficynka 2015; wydanie II 2020)[13]
- Rikszą do nieba (Warszawa, Wydawnictwo Melanż 2016)[14]
- Spowiedź w fotoplastikonie (Warszawa, Wydawnictwo Melanż 2017)[15]
- Konstelacja zbrodni (Gdańsk, Wydawnictwo Oficynka 2017[16]; wydanie II 2020)[17]
- Cień na piasku (Warszawa, Wydawnictwo Skarpa Warszawska 2017)[18]
- Przepustka do piekła (Warszawa, Wydawnictwo Melanż 2018)[19]
- Konsul (Warszawa, Wydawnictwo Skarpa Warszawska 2018)[20]
- Amber-Gold (Gdańsk, Wydawnictwo Oficynka 2019)[21]
- Duchy rzeki Pregel (Gdańsk, Wydawnictwo Oficynka 2020)[22]
- Syreny (Gdańsk, Wydawnictwo Oficynka 2021)[23]
- Szpiedzy i sufrażystki (Gdańsk, Wydawnictwo Oficynka 2022)[24]
- Sygnały (Gdańsk, Wydawnictwo Oficynka 2022)[25]
- Tango z gwiazdą (Warszawa, Stowarzyszenie Pisarzy Polskich 2023)[26]
- Zabójcza koniunkcja (Gdańsk, Wydawnictwo Oficynka 2024)[27]

### Opowiadania
- Choroba legionistów w: Opowiadania kryminalne (Warszawa, Wydawnictwo Czarna Owca, 2009)[28]
- Zandka w: Piątek, 2:45 (Warszawa, Wydawnictwo Filar 2010)[29]

### Tomy poetyckie
- Ballady kamienne (1995)[30]
- Urbi et Orbi (1998)[31]
- Jeziorak (2000)[32]
- Limkleryki, czyli Poczet Biskupów Warmińskich (2004)[33]

### Wiersze w antologiach[potrzebnyprzypis]
- Warszawa Miasto nowego Milenium: debiuty po 1988 (również wybór i redakcja) (Kielce 2001)
- Błękitna nostalgia: antologia poezji znad Jezioraka (Katowice 2010)

### Piosenki[potrzebnyprzypis]
- Shantaż Szaleństwo Majki Skowron (2003)
- Shantaż Wrócisz na jeziora (2007)
- Piotr Banaszek Po to – promo CD (2006)

### Słuchowiska[potrzebnyprzypis]
- Korek (2006) reż. Jan Warenycia
- Sponsor (2006) reż. Waldemar Modestowicz
- Stary numer (2007) reż. Jan Warenycia
- Chamlet przez ch (2007) reż. Jan Warenycia
- Orient Express (2008) reż. Janusz Zaorski
- Polisa (2009) reż. Janusz Kukuła

### Nagrody i wyróżnienia[potrzebnyprzypis]
- Wrzawa – Paszport „Polityki”, książka wymieniona do nominacji za rok 2004
- Fabryka frajerów – Literacka Nagroda Warmii i Mazur Wawrzyn za rok 2009
- Fabryka frajerów – Literacka Nagroda Warmii i Mazur Wawrzyn Czytelników za rok 2009
- Nagroda Burmistrza Miasta Iławy w dziedzinie kultury 2021
- Szpiedzy i sufrażystki – III miejsce w konkursie na najlepszy kryminał retro 2022 roku na Festiwalu Kryminalny Magiel w Gostyniu
- Brązowy Medal „Zasłużony Kulturze Gloria Artis” – literatura (2024)[34]
- Nagroda Marszałka Województwa Warmińsko-Mazurskiego za osiągnięcia w dziedzinie twórczości artystycznej, upowszechniania i ochrony dóbr kultury oraz szczególne zaangażowanie w pracę na rzecz kultury za rok 2024
- Nagroda Zarządu Powiatu Iławskiego za twórczość artystyczną i działalność kulturalną (2025)